# سيلينة عصارية
السيلينة العصارية (باللاتينية: Silene succulenta) نوع نباتي يتبع جنس السيلينة من الفصيلة القرنفلية.

## الموئل والانتشار
موطنها بلاد الشام ووادي النيل والمغرب العربي واليونان وكورسيكا وسردينيا.